# Odontomyia subpicta
Odontomyia subpicta är en tvåvingeart som först beskrevs av James 1957.  Odontomyia subpicta ingår i släktet Odontomyia och familjen vapenflugor. Inga underarter finns listade i Catalogue of Life.